# Hu Bo
Hu Bo (en xinès, 胡波; Jinan, 20 de juliol de 1988 - Pequín, 12 d'octubre de 2017), també conegut sota el seu pseudònim de Hu Qian, va ser un novel·lista i director de cinema xinès. Hu és principalment conegut pel seu primer i únic llargmetratge, An Elephant Sitting Still. Es va suïcidar poc després d'acabar el film, el 12 d'octubre de 2017, quan tenia 29 anys.

## Biografia
Hu va néixer el 20 de juliol de 1988 a la ciutat de Jinan, província de Shandong. El 2014, es va graduar de l'Acadèmia de Cinema de Pequín amb un màster en direcció cinematogràfica. El seu mentor va ser el prestigiós director, guionista i actor hongarès Béla Tarr. En aquell mateix any, va guanyar el premi a millor director al Golden Koala Chinese Film Festival pel seu curtmetratge Distant Father. Les seves dues novel·les Huge Crack i Bullfrog, ambdues publicades el 2017, van esdevenir una gran èxit a la Xina.
La producció del seu primer llargmetratge, An Elephant Sitting Still, basada en una història homònima pertanyent a la novel·la Huge Crack, va començar al juliol de 2016. Hu es va suïcidar poc després d'acabar el film, el 12 d'octubre de 2017, a l'edat de 29 anys. Segons informes, la seva mort es va deure a conflictes amb els seus productors, Liu Xuan i Wang Xiao-shuai, que van instar a escurçar el film a dues hores en lloc de quatre, fet al qual Hu es va negar en rodó.

## Novel·les
- Huge Crack (2017)
- Bullfrog (2017)

## Filmografia
- Distant Father (curtmetratge, 2014)
- Night Runner (curtmetratge, 2014)
- Man in the Well (curtmetratge, 2017)
- An Elephant Sitting Still (2018)

| Any  | Premi                                      | Categoria           | Pel·lícula                | Resultat  |
| ---- | ------------------------------------------ | ------------------- | ------------------------- | --------- |
| 2017 | Golden Koala Chinese Film Festival         | Millor director     | Distant Father            | Guanyador |
| 2018 | Festival Internacional de Cinema de Berlín | Premi FIPRESCI      | An Elephant Sitting Still | Guanyador |
| 2018 | Premis de Cinema Golden Horse de Taiwan    | Millor director nou | An Elephant Sitting Still | Nominat   |
| 2018 | Premis de Cinema Golden Horse de Taiwan    | Millor guió adaptat | An Elephant Sitting Still | Guanyador |